# Sigeberto III de Austrasia
Sigeberto III (630-1 de febrero de 656), conocido también como San Sigeberto, fue un rey de Austrasia, hijo primogénito de Dagoberto I y de su concubina (aunque algunos la consideran consorte) Ragnetruda.[cita requerida] Tras su canonización, se le conmemora el 1 de febrero.

## Biografía
Para satisfacer las exigencias de autonomía de la aristocracia local, su padre le cede en el año 632 el reino de Austrasia y se instala en Metz en 634, pero sigue estando bajo la tutela del rey franco hasta la muerte de Dagoberto en 639. En ese año, Sigeberto recibe como herencia Austrasia, aunque ahora liberada de toda dependencia de Neustria.
Intenta inútilmente someter a Radulfo, duque de Turingia, que le vence en el año 640.
Durante su reinado es cuando el mayordomo de palacio empieza a tener un papel importante en la vida política de Austrasia.
Dejó el gobierno en manos del mayordomo Grimoaldo, que era hijo de Pipino de Landen, quien lo convence para que adopte a su propio hijo, al que bautizó como Childeberto, un nombre de rey merovingio. Posteriormente Sigeberto tuvo un hijo, el futuro Dagoberto II, pero el mayordomo se siente amenazado y, a la muerte del rey, lo obliga a ingresar en una comunidad monástica y lo exilia a Irlanda.